# Ljapunow-Diagramm

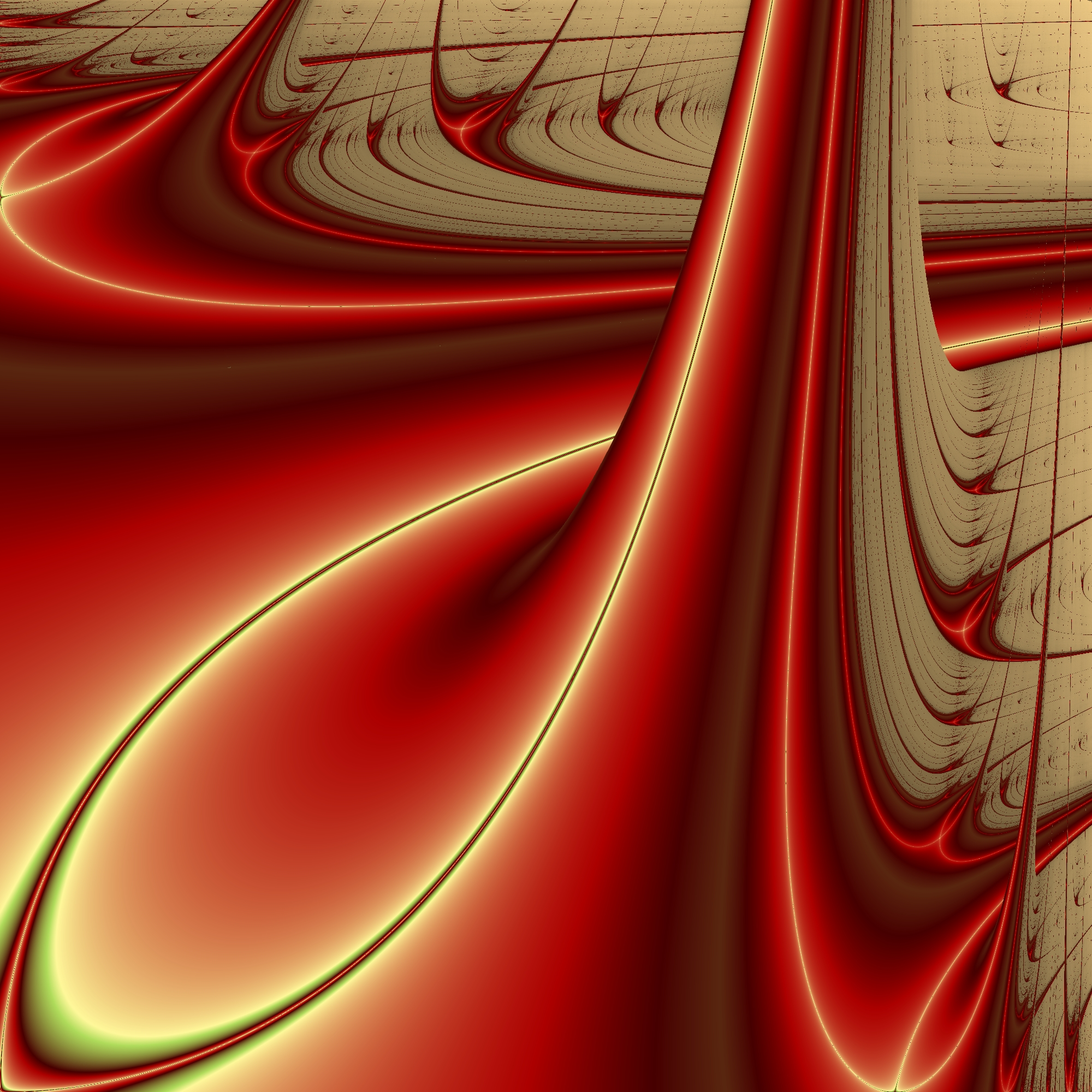
Ljapunow-Fraktal mit der Sequenz BA, bekannt als Ljapunow-Space

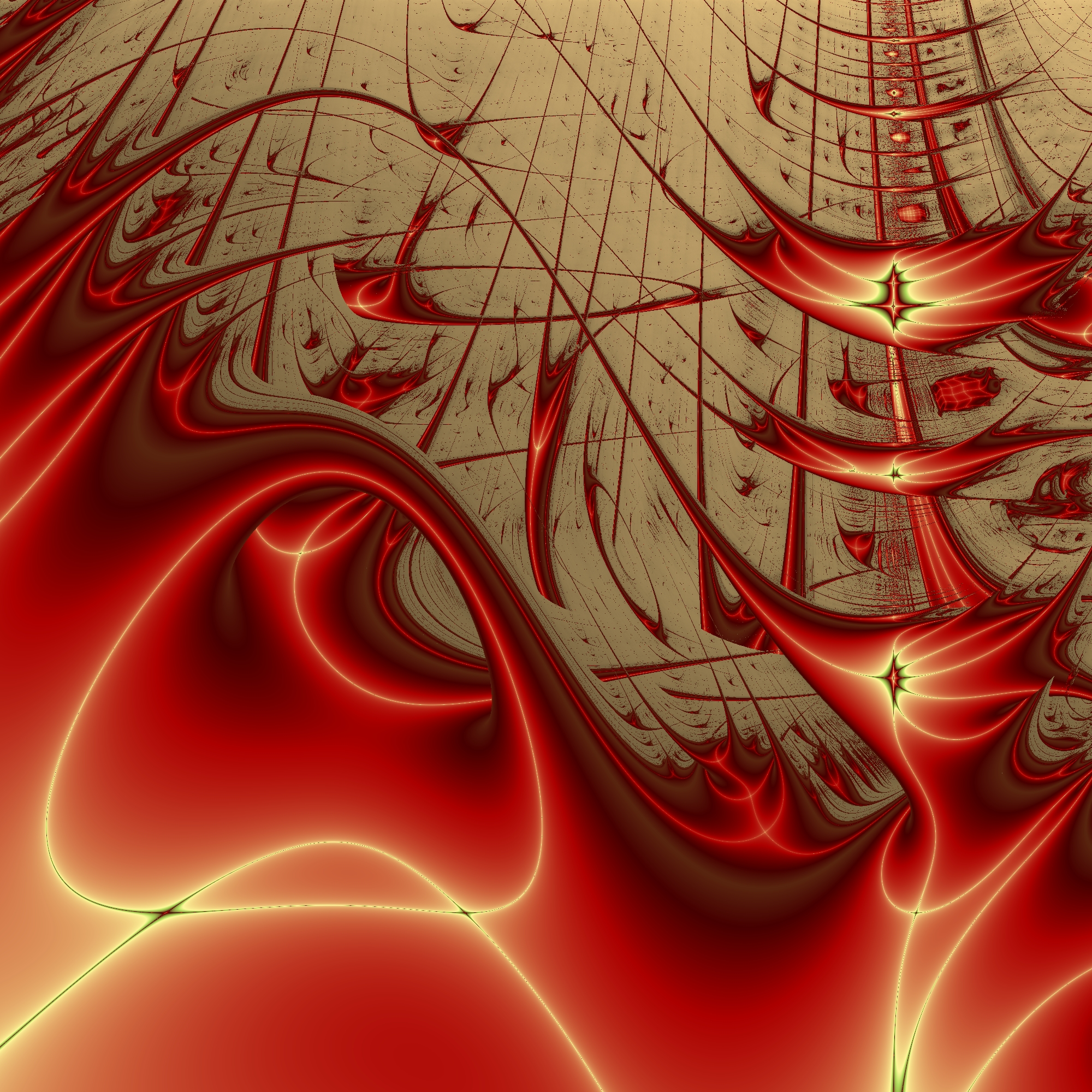
Ljapunow-Fraktal mit der Sequenz BBBBBBAAAAAA, bekannt als Zircon Zity

Ljapunow-Diagramme (nach Alexander Michailowitsch Ljapunow; auch bekannt als Ljapunow-Fraktale oder Markus-Ljapunow-Fraktale) sind Fraktale, die durch eine  Modifikation der Logistischen Gleichung entstehen. Der Wachstumsgrad der Population – {\displaystyle r} – wird anders als bei Logistischen Gleichung, nicht für jeden Punkt konstant gehalten, sondern in periodischen Sequenzen (z. B. Sequenz „ABAAB“) zwischen zwei Werten {\displaystyle a} und {\displaystyle b}, mit {\displaystyle 0\leq a,b\leq 4} umgeschaltet.
Die logistische Gleichung lautet
{\displaystyle x_{n+1}=r_{n}x_{n}(1-x_{n})}
mit dem üblichen Startwert {\displaystyle x_{0}=0{,}5}.
In diesem Beispiel (Sequenz „ABAAB“ mit der Länge 5) würde {\displaystyle r}
{\displaystyle r_{0}=r_{5}=\ldots =r_{5k+0}=a},
{\displaystyle r_{1}=r_{6}=\ldots =r_{5k+1}=b},
{\displaystyle r_{2}=r_{7}=\ldots =r_{5k+2}=a},
{\displaystyle r_{3}=r_{8}=\ldots =r_{5k+3}=a},
{\displaystyle r_{4}=r_{9}=\ldots =r_{5k+4}=b}
gewählt werden.
Daraus ergeben sich folgende mathematischen und gestalterischen Unterschiede zur Logistischen Gleichung:
- Man hat statt einer Zahl {\displaystyle r} zwei Zahlen {\displaystyle a} und {\displaystyle b} auszuwählen. Dadurch erhält man statt einer eindimensionale Funktion {\displaystyle f(r)} eine zweidimensionale Funktion {\displaystyle f(a,b)}.
- Man stellt daher nicht mehr die Werte der Reihe {\displaystyle x_{0}}, {\displaystyle x_{1}}, {\displaystyle \ldots } als Funktion über {\displaystyle r_{\mathrm {min} }\leq r\leq r_{\mathrm {max} }} dar, sondern genauso wie beim Apfelmännchen das Konvergenzverhalten der Reihe als Karte von {\displaystyle (a_{\mathrm {min} }\leq a\leq a_{\mathrm {max} })\times (b_{\mathrm {min} }\leq b\leq b_{\mathrm {max} })}.
- Man hat die Sequenzfolge als weiteren Gestaltungsfaktor.

Dann werden für Werte {\displaystyle (a,b)} aus Intervallen, die – um interessante Figuren zu bekommen – meist im Bereich {\displaystyle 0\leq a\leq 4} und {\displaystyle 0\leq b\leq 4} gewählt werden, jeweils die Iterationswerte der logistischen Gleichung und der Ljapunow-Exponent berechnet:
{\displaystyle \lambda =\lim _{N\rightarrow \infty }{1 \over N}\sum _{n=1}^{N}\log \left|{dx_{n+1} \over dx_{n}}\right|=\lim _{N\rightarrow \infty }{1 \over N}\sum _{n=1}^{N}\log |r_{n}(1-2x_{n})|}
Ist der Wert von {\displaystyle \lambda <0}, wählt man für den Punkt mit den Koordinaten {\displaystyle (a,b)} z. B. gelb als Farbe, ist er größer als Null (was zu exponentiellem Wachstum führt, Chaos), wählt man z. B. blau als Farbe. Entsprechend kann man die Farbwerte noch abstufen je nach der Größe von {\displaystyle \lambda }. Das Ergebnis ist das Ljapunow-Diagramm, das häufig fraktaler Natur ist. Ein Beispiel ist das Diagramm Zircon Zity, gebildet mit {\displaystyle 3{,}4\leq a\leq 4{,}0} und {\displaystyle 2{,}5\leq b\leq 3{,}4} und der Sequenz „BBBBBBAAAAAA“.

## Andere Iterationen

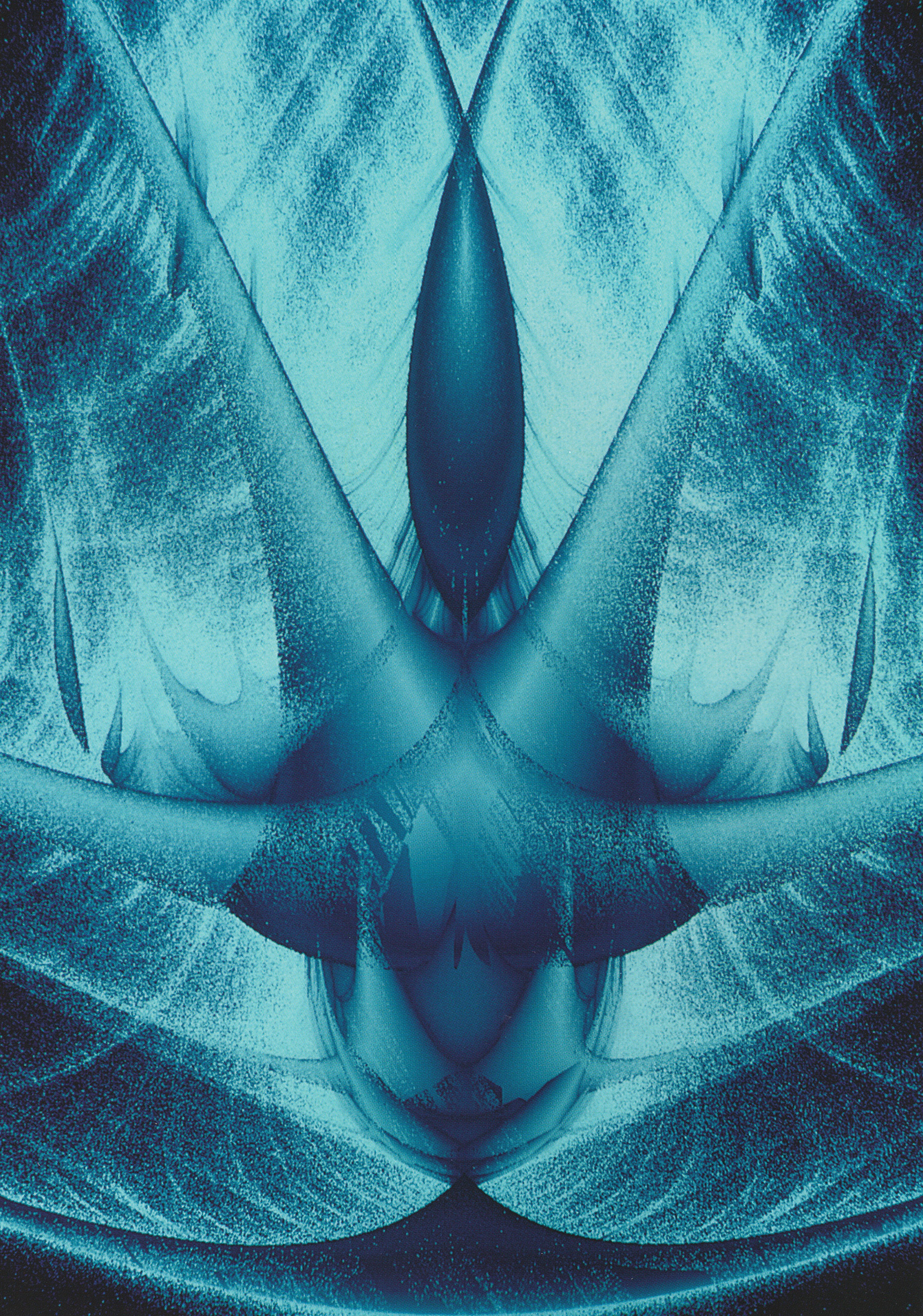
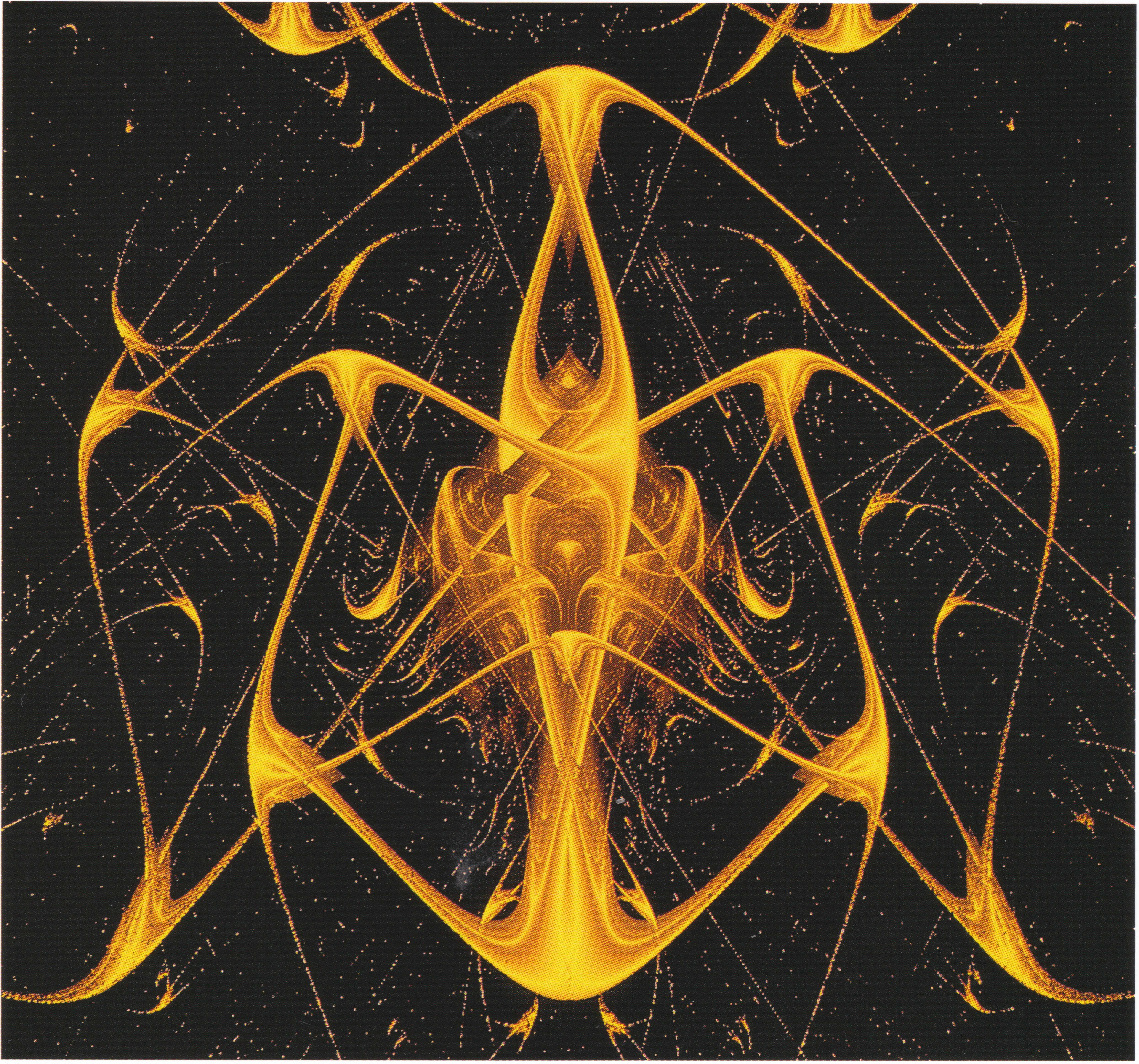
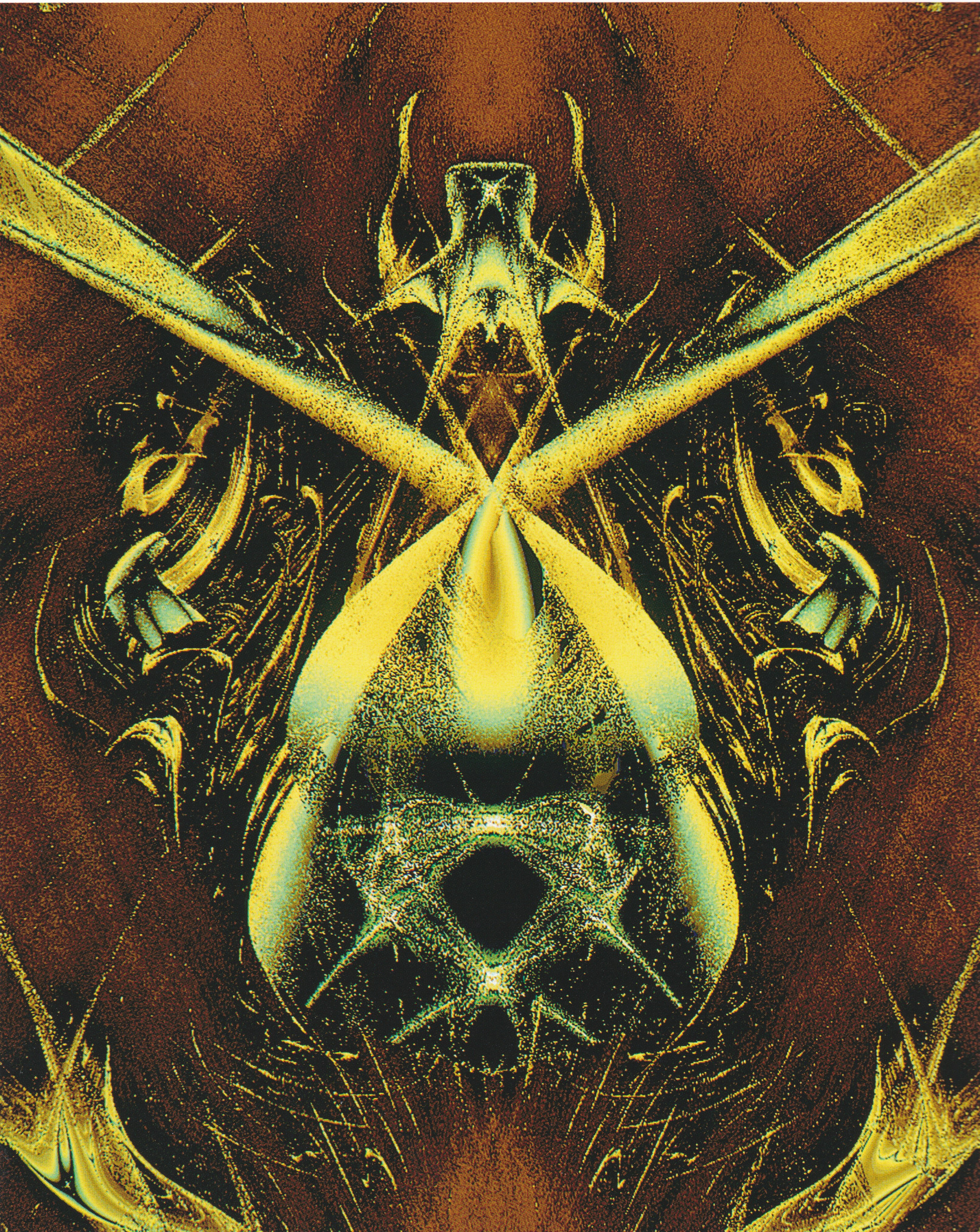
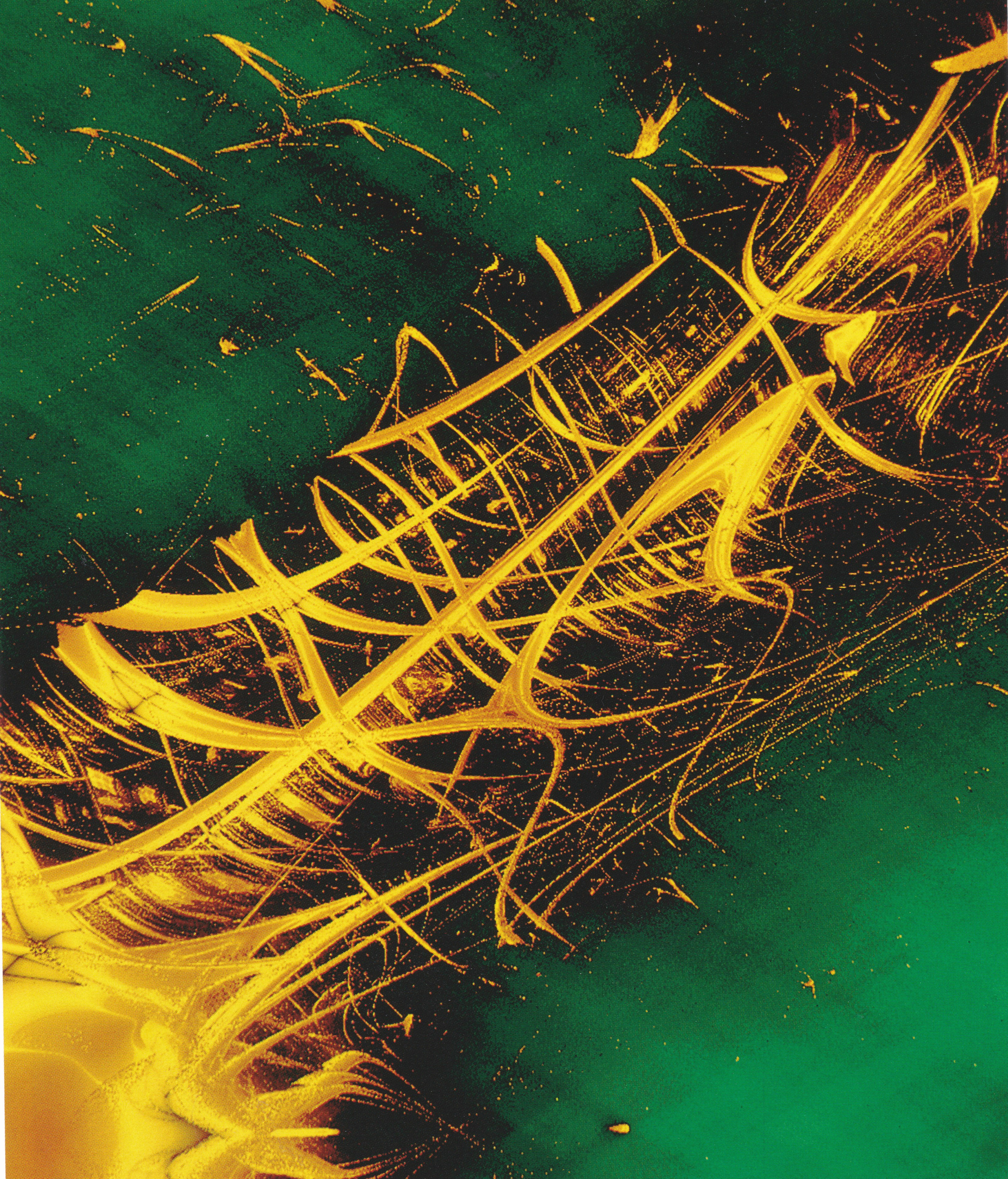
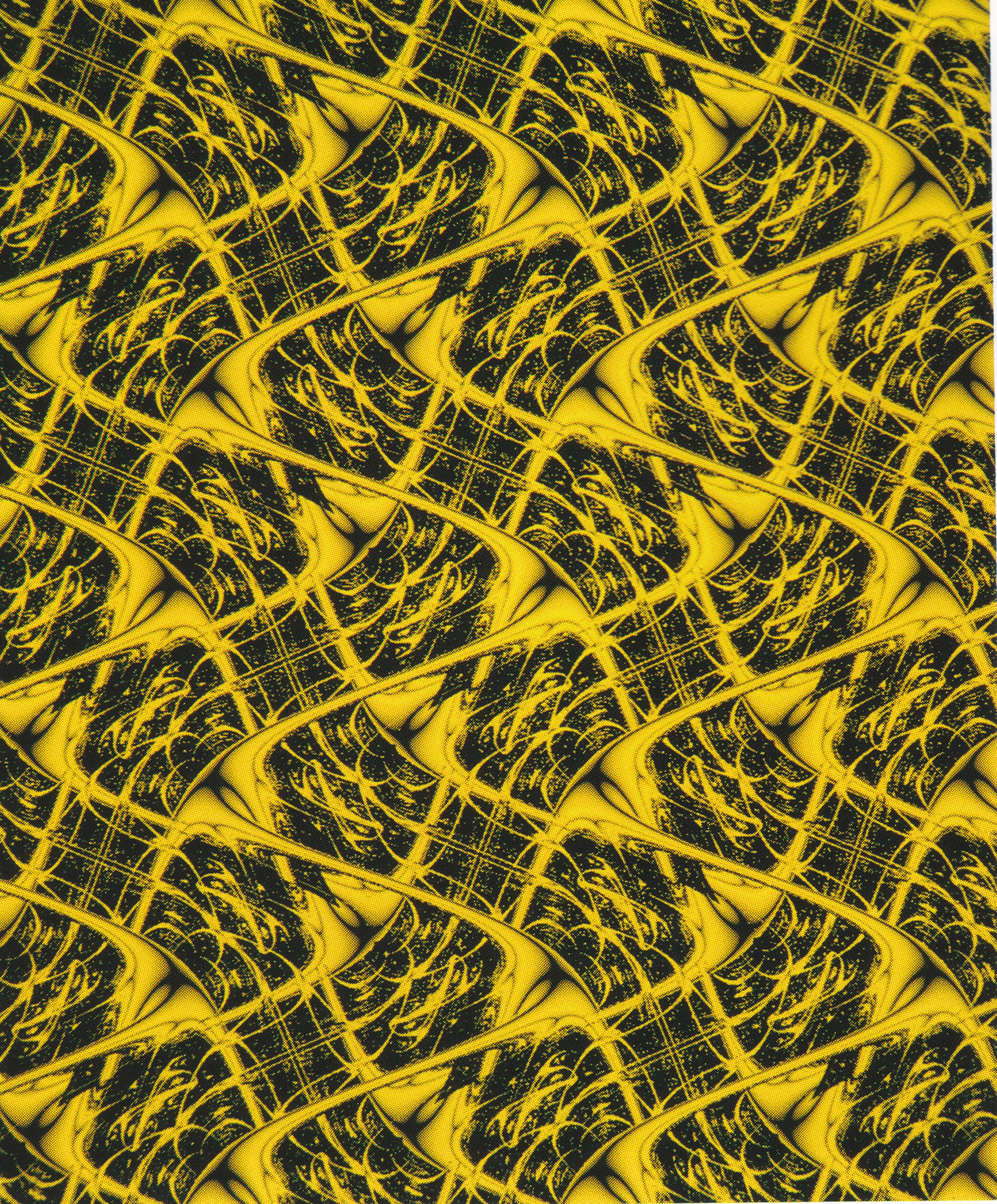
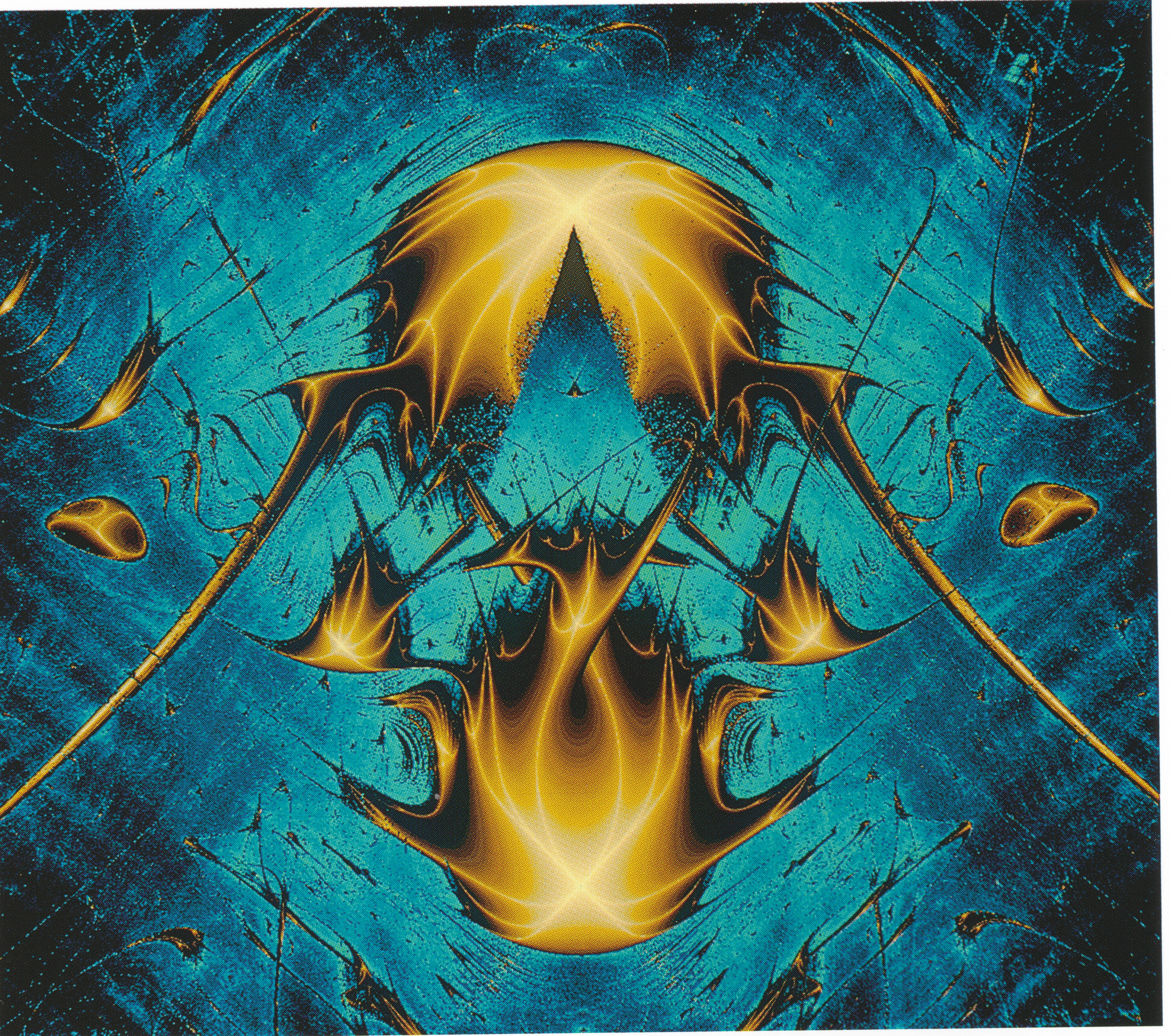
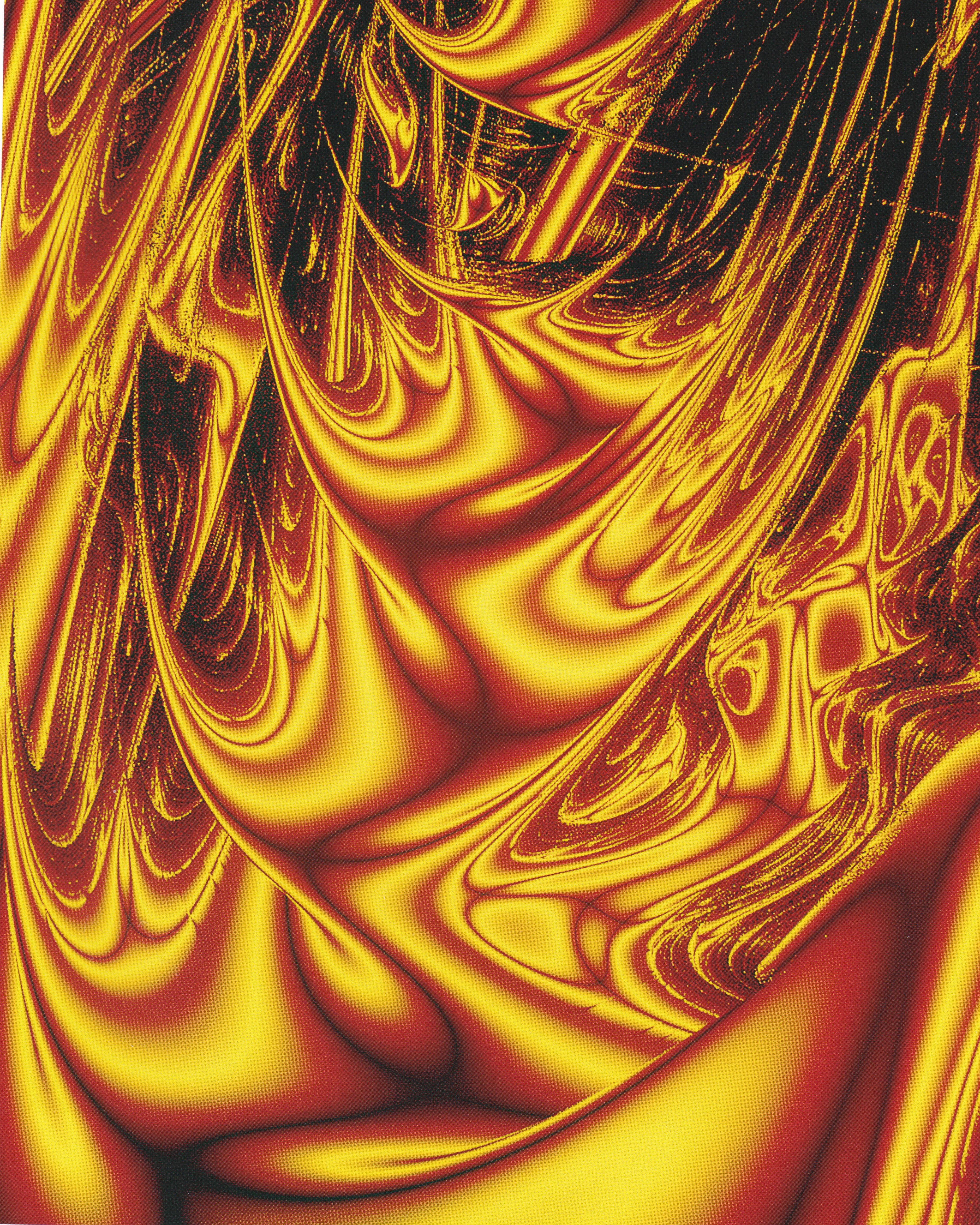
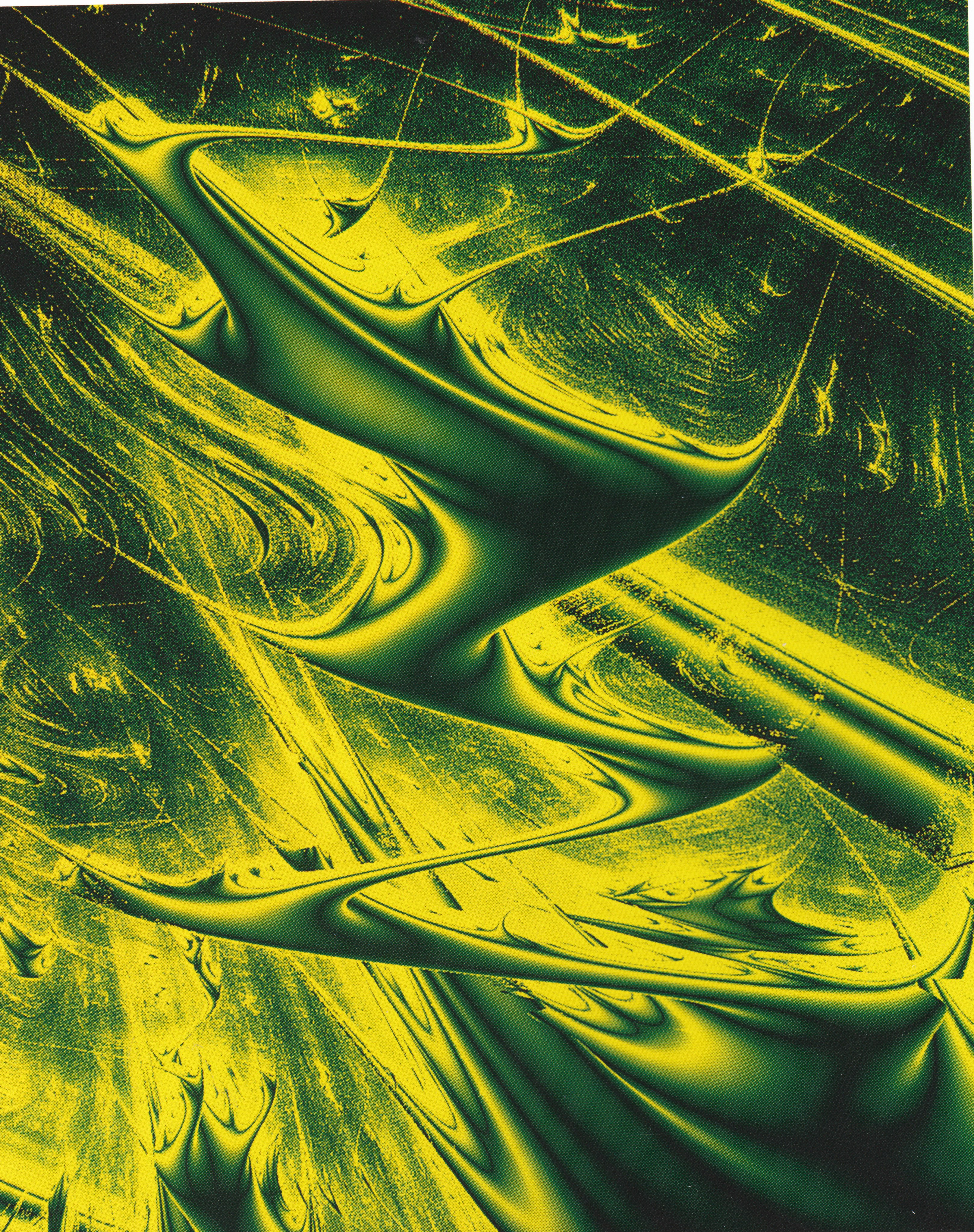

## Mehr Dimensionen

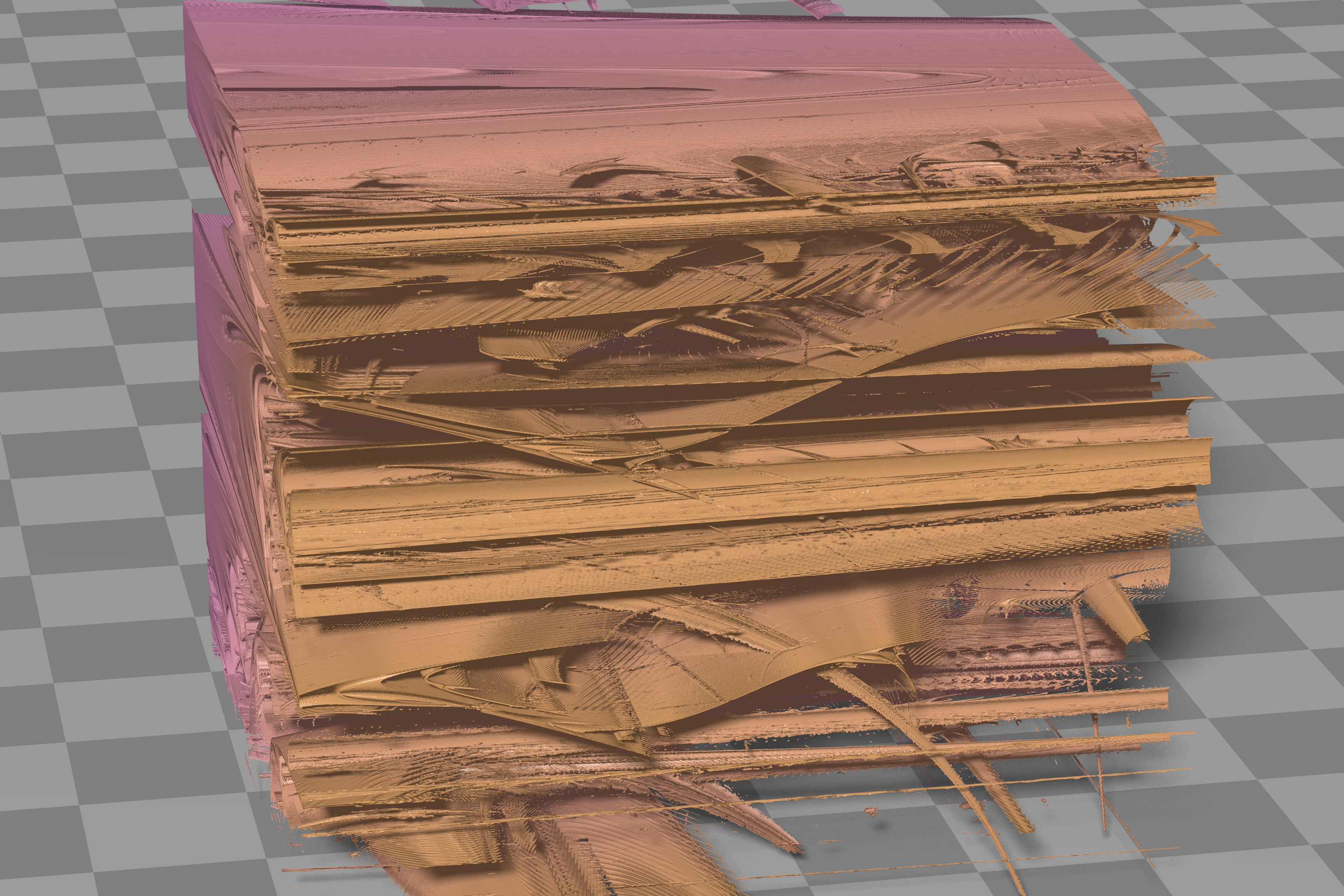
3D-Rendering eines Ljapunow-Fraktals mit der Sequenz ABCCAAB

Es können mehr als zweidimensionale Ljapunow-Diagramme generiert werden, indem man
- mehr als zwei Werte, z. B. die Werte {\displaystyle a}, {\displaystyle b} und {\displaystyle c} wählt,
- Sequenzen definiert, die diese Werte benutzen, z. B. „ABCC“,
- geeignete Wertebereiche für {\displaystyle a}, {\displaystyle b} und {\displaystyle c} wählt.

In diesem Beispiel (Sequenz „ABCC“ mit der Länge 4) würde {\displaystyle r}
{\displaystyle r_{0}=r_{4}=\ldots =r_{4k+0}=a},
{\displaystyle r_{1}=r_{5}=\ldots =r_{4k+1}=b},
{\displaystyle r_{2}=r_{6}=\ldots =r_{4k+2}=c},
{\displaystyle r_{3}=r_{7}=\ldots =r_{4k+3}=c}
gewählt werden.
Dreidimensionale Diagramme können auch als Animation dargestellt werden.

## Bemerkung
Zu bemerken ist, dass das Wort „fraktal“ in dieser Wikipedia-Seite eine umgangssprachliche Bezeichnung ist. Es entspricht nicht der allgemeineren Eigenschaft von Fraktalen, in der die Formen der Bilder sich in kleineren Skalen wiederholen.